# Rochebrune - Izoard - Vallée de la Cerveyrette
Rochebrune - Izoard - Vallée de la Cerveyrette este o arie protejată (sit de importanță comunitară — SCI) din Franța întinsă pe o suprafață de 26.801 ha, integral pe uscat.

## Localizare
Centrul sitului Rochebrune - Izoard - Vallée de la Cerveyrette este situat la coordonatele 44°47′48″N 6°40′39″E / 44.79667°N 6.6775°E.

## Înființare
Situl Rochebrune - Izoard - Vallée de la Cerveyrette a fost declarat arie specială de conservare în baza directivei 92/43 din 1992 referitoare la conservarea habitatelor naturale și a faunei și florei sălbatice pentru a proteja 2 specii de plante și 10 specii de animale.

## Biodiversitate
Situată în ecoregiunea alpină, aria protejată conține 31 de habitate naturale: Pajiști boreale și alpine pe substrat silicios, Ghețari permanenți, Ape stătătoare oligotrofe până la mezotrofe, cu vegetație de Littorelletea uniflorae și/sau de Isoëto-Nanojuncetea, Ape puternic oligomezotrofe cu vegetație bentonică cu Chara spp., Tufărișuri subarctice cu Salix spp., Izvoare petrifiante cu formare de travertin (Cratoneurion), Grohotișuri calcaroase și de șisturi calcaroase de la nivelul montan până la nivelul alpin (Thlaspietea rotundifolii), Turbării active, Grohotișuri silicioase de la nivelul montan până la nivelul zăpezii (Androsacetalia alpinae și Galeopsietalia ladani), Grohotișuri termofile și vest-mediteraneene, Pante stâncoase calcaroase cu vegetație casmofită, Pante stâncoase silicioase cu vegetație casmofită, Păduri alpine de Larix decidua și/sau Pinus cembra, Liziere de ierburi înalte hidrofile de câmpie și de nivel montan până la alpin, Păduri acidofile de Picea de la nivel montan la nivel alpin (Vaccinio-Piceetea), Lande oro-mediteraneene cu formațiuni endemice de grozamă, Formațiuni de Juniperus communis pe lande sau pajiști calcaroase, Râuri de munte și vegetația erbacee de pe malurile acestora, Râuri de munte și vegetația lor lemnoasă cu Myricaria germanica, Râuri de munte și vegetația lor lemnoasă cu Salix elaeagnos, Pajiști alpine și boreale, Pajiști carstice calcaroase sau bazofile, de Alysso-Sedion albi, Pajiști alpine și subalpine calcaroase, Pajiști uscate seminaturale și facies de acoperire cu tufișuri pe substraturi calcaroase (Festuco-Brometalia) (* situri importante pentru orhidee), Pajiști cu Molinia pe soluri calcaroase, turboase sau argilos-nămoloase (Molinion caeruleae), Lacuri eutrofice naturale cu vegetație de tip Magnopotamion sau Hydrocharition, Fânețe montane, Păduri montane și subalpine de Pinus uncinata (* dezvoltate pe substrat gipsos sau calcaros), Mlaștini turboase de tranziție și turbării mișcătoare, Mlaștini alcaline, Formațiuni pioniere alpine de Caricion bicoloris-atrofuscae.
La baza desemnării sitului se află mai multe specii protejate:
- plante (2): Botrychium simplex, Dracocephalum austriacum
- mamifere (7): liliac cârn (Barbastella barbastellus), lupul (Canis lupus), liliac cu urechi mari (Myotis bechsteinii), liliac cu urechi de șoarece (Myotis blythii), liliac cărămiziu (Myotis emarginatus), liliacul mare cu potcoavă (Rhinolophus ferrumequinum), liliacul mic cu potcoavă (Rhinolophus hipposideros)
- nevertebrate (3): molia lunii spaniolă (Actias isabellae), fluturele auriu (Euphydryas aurinia), Vertigo geyeri

Pe lângă speciile protejate, pe teritoriul sitului au mai fost identificate 1 specie de păsări.